# Guillaume Ivernel
Guillaume Ivernel est un dessinateur, infographiste et réalisateur de film d'animation.
Après une formation à l'école Dupperey, il travaille au story board de Starwatcher un film de Moebius. En 2008, il réalise, avec Arthur Qwak un film d'animation Chasseurs de dragons.

## Filmographie

### Réalisateur
- 2000 : Longhouse Tales (1 épisode)
- 2008 : Chasseurs de dragons
- 2019 : Spycies

### Animateur
- 1987 : Rahan, fils des âges farouches (1 épisode)
- 1993 : Le Maître des bots
- 2006 : Chasseurs de dragons (26 épisodes)

### Directeur artistique
- 1994 : Highlander (1 épisode)
- 1995 : Highlander: The Last of the MacLeods
- 1996 : Dragon Flyz
- 2005 : Grand Odyssey